# Estação rodoviária de Heworth
A estação rodoviária de Heworth é uma estação de ônibus localizada em Heworth, Gateshead, Inglaterra, tendo sido inaugurada em novembro de 1979, junto com a estação ferroviária da British Rail. Está localizada acima das plataformas da atual estação de metrô de Heworth, e faz divisa com a Sunderland Road e com a estrada A184, que liga as cidades de Gateshead e Sunderland. É atendida pelos serviços de ônibus locais da Go North East, com rotas frequentes atendendo Gateshead, bem como Newcastle, South Tyneside e Washington. 
A estação foi reformada em 2012 a um custo de 200 000 libras, e possui seis locais de embarque (marcados de A a F), cada um deles equipado com um abrigo de espera, assentos, displays de informações sobre o próximo ônibus e cartazes de horários.